# Tetracampidae
Tetracampidae es una pequeña familia de avispas parasíticas de la superfamilia Chalcidoidea. Son parasitoides de insectos fitófagos, especialmente de moscas y de himenópteros. Contiene 50 especies en 15 géneros. 
Se sabe muy poco de la biología de la mayoría de las especies de Tetracampidae. La mayoría de las especies huéspedes que han sido identificadas son insectos minadores de las plantas. Las especies europeas del género Dipriocampe son endoparasitoides (parasitoides internos) de los huevos de las moscas o avispas portasierras de la familia Diprionidae. Las especies del género Foersterella de Inglaterra son endoparasitoides de los huevos de Cassida spp. (Coleoptera, Cassidinae). Una especie, Dipriocampe diprioni, ha sido introducida a Canadá desde Europa como control biológico de avispas portasierra, pero no ha logrado establecerse.
Hay muchos taxones fósiles en este grupo pero su relación con las familias de otros calcidoideos no está muy clara.